# Lou Tresor dóu Felibrige
Lou Tresor dóu Felibrige (en grafia mistralenca occitana; Lo Tresaur dau Felibritge en grafia clàssica occitana), abreviat sovint TDF, és un diccionari de la llengua occitana, obra de Frederic Mistral, escrit entre els anys 1878 i 1886. Encara avui se'l considera el diccionari més ric de la llengua occitana i dels més fiables i precisos per a la tècnica lexicogràfica en general. És un diccionari bilingüe occità-francès, en dos grans volums, que inclou la totalitat dels dialectes occitans. És escrit en grafia mistralenca.